# Avitta insignans
Avitta insignans là một loài bướm đêm trong họ Noctuidae.